# Черемза
Черемза́ (рос. Черемза) — селище у складі Новокузнецького району Кемеровської області, Росія. Входить до складу Центрального сільського поселення.

## Населення
Населення — 110 осіб (2010; 80 у 2002).
Національний склад (станом на 2002 рік):
- росіяни — 97 %